# Wurmbrand (Gemeinde Aigen-Schlägl)
Wurmbrand ist eine Ortschaft in der Gemeinde Aigen-Schlägl im Bezirk Rohrbach in Oberösterreich.

## Geographie

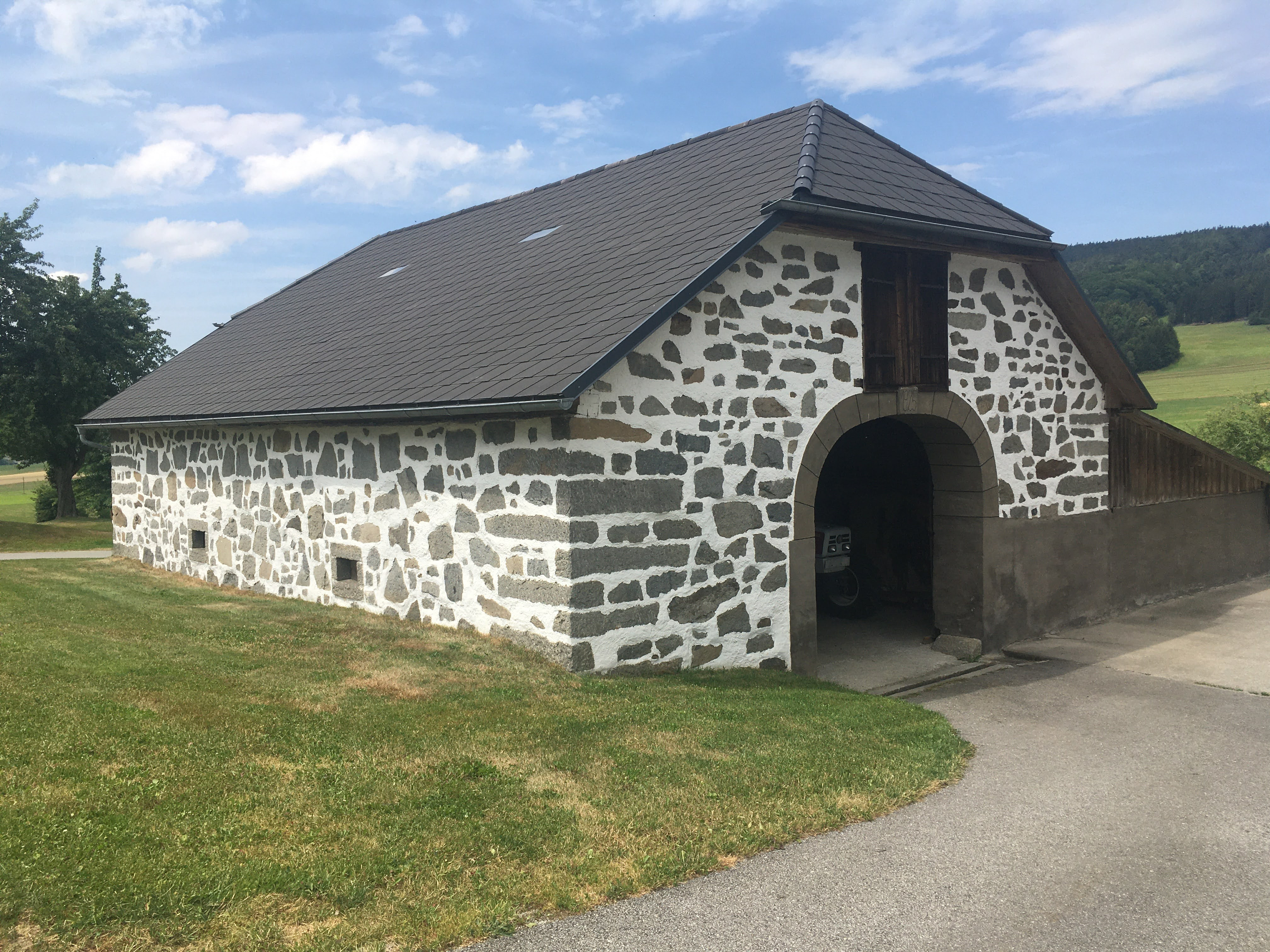
Ein Steinbloßbau in Wurmbrand

Das Dorf Wurmbrand befindet sich östlich des Gemeindehauptorts Aigen im Mühlkreis. Die Ortschaft umfasst 15 Adressen (Stand: 1. April 2020). Sie liegt in den Einzugsgebieten des Wurmbrandbachs und des Baureither Bachs.
Wurmbrand ist Teil der 22.302 Hektar großen Important Bird Area Böhmerwald und Mühltal. Bei einer Großpilz-Kartierung im Jahr 1993 wurden folgende Arten bei Wurmbrand dokumentiert: 
- Brennender Rübling (Collybia peronata)
- Bergahorn-Borstenscheibling (Hymenochaete carpatica)
- Flatter-Milchling (Lactarius theiogalus)
- Weißmilchender Helmling (Mycena galopus)
- Purpurschneidiger Blut-Helmling (Mycena sanguinolenta)
- Gemeiner Gallenröhrling (Tylopilus felleus)[4]

## Geschichte
Wurmbrand wurde im Jahr 1341 erstmals urkundlich erwähnt. Bis zur Gemeindefusion von Aigen im Mühlkreis und Schlägl am 1. Mai 2015 gehörte die Ortschaft zur Gemeinde Schlägl.

## Kultur und Sehenswürdigkeiten
Das Bernhardtgut mit der Adresse Wurmbrand Nr. 4 wurde 1647 erstmals urkundlich erwähnt. Es handelt sich um einen Vierseithof, der in seiner jetzigen Form aus der Mitte oder der zweiten Hälfte des 19. Jahrhunderts stammt. Durch Wurmbrand führen die Fernwanderwege E6 und E10 sowie der Jakobsweg Oberes Mühlviertel und der Nordwaldkammweg.